# Jules Merlet
Pour les articles homonymes, voir Merlet.
Jules Merlet est un homme politique français né le 26 novembre 1830 à Angers (Maine-et-Loire) et décédé le 1er août 1921 au château de La Barre (Martigné-Briand, Maine-et-Loire).

## Biographie
Petit-neveu du baron Jean-François Merlet, neveu d'Eugène Tessié de La Motte et beau-frère de Mgr Félix de Las Cases (qui avait épousé sa sœur, avant de rentrer dans les ordres), il est conseiller de préfecture à Angers sous le Second Empire et devient préfet de Maine-et-Loire de 1873 à 1876. 
Maire de Martigné-Briand, il est député conservateur de Maine-et-Loire de 1885 à 1889, et sénateur de 1891 à 1920, siégeant à droite et combattant la politique du gouvernement républicain. 
Il est secrétaire du Sénat en 1895 et 1896.

## Sources
- « Jules Merlet », dans le Dictionnaire des parlementaires français (1889-1940), sous la direction de Jean Jolly, PUF, 1960 [détail de l’édition]

- Ressources relatives à la vie publique :   - base Léonore
  - Sénat
  - Base Sycomore

1. ↑  « http://www.siv.archives-nationales.culture.gouv.fr/siv/UD/FRAN_IR_001514/d_1362 »